# Bruce M. Metzger
Bruce Manning Metzger (Middletown, 9 de fevereiro de 1914 — Princeton, 13 de fevereiro de 2007) foi um estudioso bíblico americano, tradutor da Bíblia e crítico textual que foi professor de longa data no Seminário Teológico de Princeton e editor da Bíblia que atuou no conselho da American Bible Society e da Sociedades Bíblicas Unidas. Ele era um estudioso do grego, do Novo Testamento e da crítica textual do Novo Testamento, e escreveu prolificamente sobre esses assuntos. Metzger foi um dos estudiosos do Novo Testamento mais influentes do século XX. Ele foi eleito para a American Philosophical Society em 1986.

## Biografia
Metzger nasceu em 9 de fevereiro de 1914, em Middletown, Pensilvânia, e obteve seu BA (1935) no Lebanon Valley College. Metzger teve um forte treinamento acadêmico em grego antes de se matricular no Seminário de Princeton, e no verão antes de entrar no Seminário, ele completou a leitura de toda a Bíblia consecutivamente pela décima segunda vez. Ele recebeu seu ThB em 1938 no Seminário Teológico de Princeton, e no outono de 1938 começou a lecionar em Princeton como professor de grego do Novo Testamento. Em 11 de abril de 1939, ele foi ordenado na Igreja Presbiteriana Unida da América do Norte, que desde então se fundiu com a Igreja Presbiteriana nos Estados Unidos da América (PCUSA) e agora é conhecida como Igreja Presbiteriana (EUA). Em 1940, ele obteve seu mestrado na Universidade de Princeton e tornou-se instrutor de Novo Testamento . Dois anos depois, ele obteve seu PhD ("Studies in a Greek Gospel Lectionary (Greg. 303 )"), também da Universidade de Princeton.
Em 1944, Metzger casou-se com Isobel Elizabeth Mackay, filha do terceiro presidente do Seminário, o escocês, John A. Mackay. Nesse ano, foi promovido a Professor Adjunto. Em 1948, tornou-se professor associado e professor titular em 1954. Em 1964, Metzger foi nomeado Professor George L. Collord de Língua e Literatura do Novo Testamento. Em 1969, foi eleito membro da Associação Bíblica Católica. Em 1971, foi eleito presidente do Studiorum Novi Testamenti Societas e da Sociedade de Literatura Bíblica. No ano seguinte, tornou-se presidente da North American Patristic Society. Metzger foi pesquisador visitante em Clare Hall, Cambridge em 1974 e Wolfson College, Oxford em 1979. Em 1978, foi eleito membro correspondente da British Academy, a mais alta distinção da Academia para pessoas não residentes no Reino Unido. Em 1986, Metzger tornou-se membro da American Philosophical Society. Aos setenta anos, depois de lecionar no Seminário Teológico de Princeton por um período de quarenta e seis anos, aposentou-se como Professor Emérito. Em 1994, Bruce Metzger foi homenageado com a Medalha Burkitt para Estudos Bíblicos pela Academia Britânica . Ele recebeu doutorados honorários do Lebanon Valley College, Findlay College, da University of St Andrews, da University of Münster e da Potchefstroom University. "O conhecimento inigualável de Metzger sobre as línguas relevantes, antigas e modernas; seu julgamento equilibrado; e sua meticulosa atenção aos detalhes lhe renderam respeito em todo o espectro teológico e acadêmico." O estudioso evangélico conservador Daniel B. Wallace descreveu Metzger como "um excelente e piedoso estudioso conservador, embora sua visão da autoridade bíblica não seja exatamente a mesma de muitos outros evangélicos".
Pouco depois de seu 93º aniversário, Metzger morreu em Princeton, Nova Jersey, em 13 de fevereiro de 2007. Ele deixou sua esposa Isobel, que morreria aos 98 anos em 27 de julho de 2016 em Princeton, Nova Jersey, bem como seus dois filhos, John Mackay Metzger e Dr. James Bruce Metzger.

## Livros e comentários

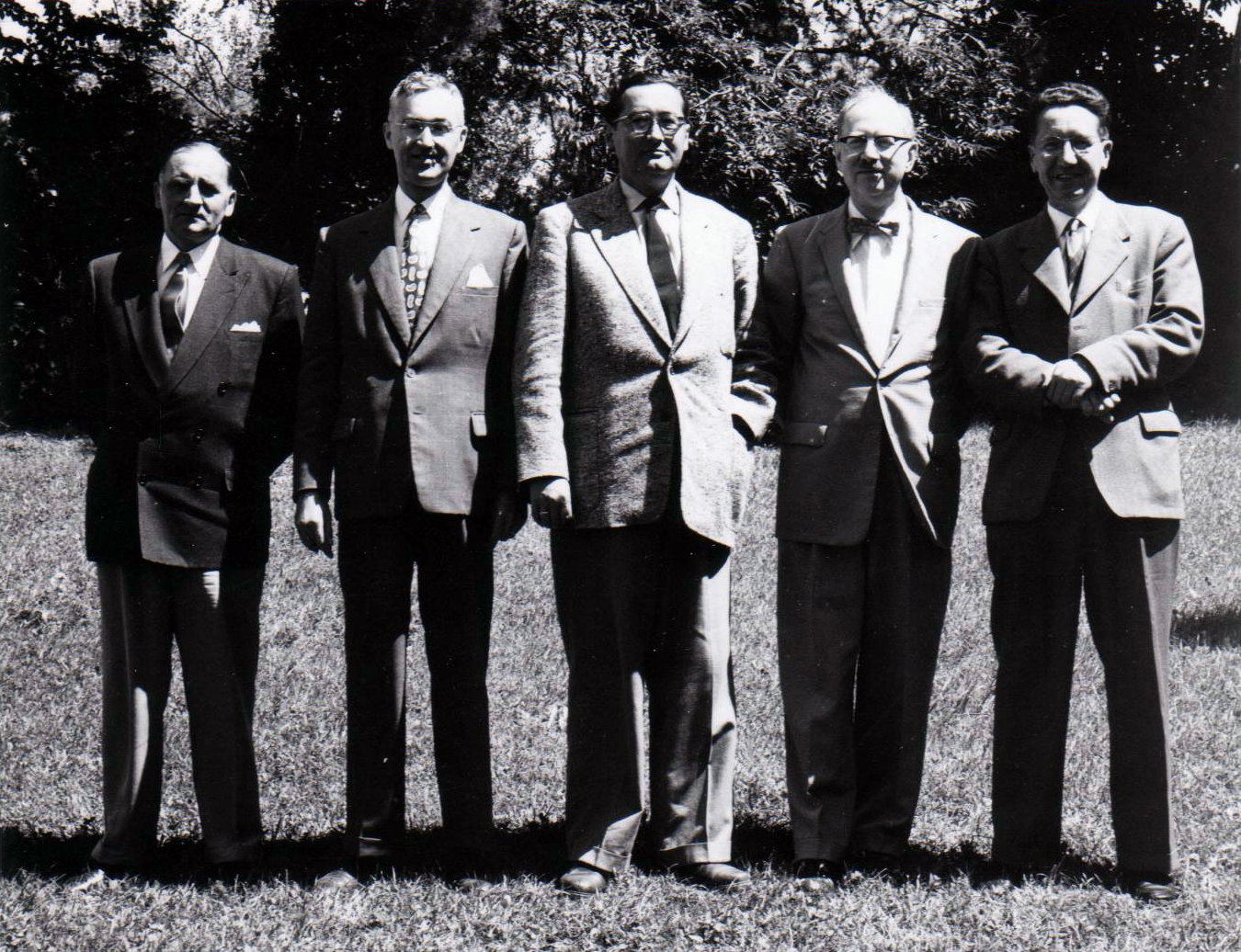
Da esquerda para a direita: não identificado, Bruce Metzger, Kurt Aland (centro), Allen Wikgren, Matthew Black

Metzger editou e forneceu comentários para muitas traduções da Bíblia e escreveu dezenas de livros. Ele foi editor do Novo Testamento grego padrão da United Bible Societies, o ponto de partida para quase todas as traduções recentes do Novo Testamento. Em 1952, tornou-se colaborador da Revised Standard Version (RSV) da Bíblia e foi editor geral da Reader's Digest Bible (uma versão condensada da RSV) em 1982. De 1977 a 1990, ele presidiu o Comitê de Tradutores para a Nova Versão Padrão Revisada (NRSV) da Bíblia e foi "o grande responsável por... ver [a NRSV] por meio da imprensa". Ele considerou um privilégio apresentar a NRSV - que inclui os livros referidos como apócrifos pelos protestantes, embora os católicos romanos e os ortodoxos orientais os considerem deuterocanônicos - ao Papa João Paulo II e ao Patriarca Demétrio I de Constantinopla.
Central para sua contribuição acadêmica aos estudos do Novo Testamento é sua trilogia: O Texto do Novo Testamento: Sua Transmissão, Corrupção e Restauração (1964; 2ª ed., 1968; 3ª ed. ampliada, 1992); As primeiras versões do Novo Testamento: sua origem, transmissão e limitações (1977); O Cânon do Novo Testamento: Sua Origem, Desenvolvimento e Significado (1987). O primeiro volume de uma série que ele fundou e editou, New Testament Tools and Studies, apareceu em 1960.
Os comentários de Metzger frequentemente utilizam a crítica histórica e a alta crítica, que tentam explicar as origens literárias e históricas da Bíblia e do cânon bíblico. Por exemplo, Metzger argumenta que a igreja primitiva que reuniu o Novo Testamento não considerava a inspiração divina um critério suficiente para um livro ser colocado no cânon. Metzger diz que a igreja primitiva via como muito importante que uma obra descrevendo a vida de Jesus fosse escrita por um seguidor ou testemunha ocular de Jesus, e considerava outras obras como O Pastor de Hermas e as Epístolas de Clemente como inspiradas, mas não canônico.
Ao discutir o cânon, Metzger identifica três critérios “para a aceitação de escritos particulares como sagrados, autorizados e dignos de serem lidos em serviços de adoração...”, critérios que foram “geralmente adotados durante o curso do segundo século e foram nunca modificado depois disso”, ou seja, ortodoxia (conformidade com a regra de fé), apostolicidade e consenso entre as igrejas. Ele conclui que, “No sentido mais básico, nem os indivíduos nem os concílios criaram o cânon; em vez disso, eles reconheceram e reconheceram a qualidade auto-autenticadora desses escritos, que se impuseram como canônicos à igreja.

## Trabalhos

### Lista de livros
- Studies in a Greek Gospel Lectionary (Greg. 303) (Ph.D.).
- Metzger, Bruce M. (1946). Lexical Aids for Students of New Testament Greek. Princeton, NJ: Princeton University Press. OCLC 2132643
- Metzger, Bruce M. (1957). Introduction to the Apocrypha. New York: Oxford University Press. OCLC 361082.
- Metzger, Bruce M. (1961). List of Words Occuring Frequently in the Coptic New Testament (Sahidic Dialect). Leiden: Brill – nota: "occuring" está escrito incorretamente no título publicado.
- Metzger, Bruce M.; Metzger, Isobel M. (1962). The Oxford Concise Concordance to the Revised Standard Version of the Holy Bible 1st ed. London: Oxford University Press.
- Metzger, Bruce M. (1963). Chapters in the History of New Testament Textual Criticism. Col: New Testament Tools and Studies. 4. Leiden: Brill.
- Metzger, Bruce M. (1964). The Text of the New Testament: Its Transmission, Corruption, And Restoration 1st ed. Oxford: Clarendon Press.
- Metzger, Bruce M. (1965). The New Testament: Its Background, Growth and Content 1st ed. New York: Abingdon Press. ISBN 978-0-6872-7913-5. OCLC 341779.
- Metzger, Bruce M. (1968). Historical and Literary Studies: Pagan, Jewish, and Christian. Leiden: Brill.
- Metzger, Bruce M. (1977). The Early Versions of the New Testament: Their Origin, Transmission, and Limitations. Oxford: Clarendon Press. ISBN 978-0-1982-6170-4. OCLC 3155516.
- Metzger, Bruce M. (1980). New Testament Studies: Philological, Versional, and Patristic. Leiden: Brill. ISBN 978-9-004-06163-7.
- Metzger, Bruce M. (1981). Manuscripts of the Greek Bible: An Introduction to Palaeography. New York: Oxford University Press. ISBN 978-0-195-02924-6. OCLC 6943206.
- Metzger, Bruce M. (1983). The Reader's Bible: condensed from the Revised Standard Version Old and New Testaments. Pleasantville, NY: Reader's Digest Association. ISBN 978-0-895-77106-3. OCLC 8817548.
- Metzger, Bruce M. (1987). The Canon of the New Testament: Its Origin, Development, and Significance. Oxford: Clarendon Press. ISBN 978-0-198-26180-3. OCLC 14188714.
- Metzger, Bruce M.; Denton, Robert C.; Harrelson, Walter (1991). The Making of the New Revised Standard Version of the Bible. Grand Rapids, MI: Eerdmans. ISBN 978-0-802-80620-8.
- Metzger; Coogan, eds. (1993). The Oxford Companion to the Bible. New York: Oxford University Press. ISBN 978-0-195-04645-8. OCLC 27895183.
- Metzger, Bruce M. (1994). Textual Commentary on the Greek New Testament: a companion volume to the United Bible Societies' Greek New Testament third ed. London ; New York: United Bible Societies. ISBN 978-3-438-06010-5. OCLC 683422.
- Metzger, Bruce M. (1997). Reminiscences of an Octogenarian. Peabody, MA: Hendrickson Publishers. ISBN 978-1-5656-3264-6.
- Metzger, Bruce M. (1999). Breaking the Code: Understanding the Book of Revelation Leader's ed. Nashville, TN: Abingdon Press. ISBN 978-0-6874-9779-9.
- Metzger, Bruce M.; Aland, Barbara;  et al. (2000). Greek New Testament. [S.l.]: Deutsche Bibelgesellschaft. ISBN 978-3-438-05110-3.
- Metzger; Coogan, eds. (2001). The Oxford Guide to People & Places of the Bible. Oxford ; New York: Oxford University Press. ISBN 9780195146417. OCLC 45439956.
- Metzger, Bruce M. (2001). The Bible in Translation, Ancient and English Versions. Grand Rapids, MI: Baker Academic. ISBN 978-0-801-02282-1. OCLC 47100891.
- Metzger; Coogan, eds. (2002). The Oxford Essential Guide to Ideas and Issues of the Bible. Oxford ; New York: Oxford University Press. ISBN 978-0-195-14917-3. OCLC 47074788.
- Metzger, Bruce M. (2002). The New Testament: Its Background, Growth and Content Reprint ed. Cambridge: James Clarke & Co. ISBN 978-0-227-17025-0. OCLC 227928641.
- Metzger, Bruce M.; Ehrman, Bart D. (2005). The Text of the New Testament: Its Transmission, Corruption, And Restoration 4th ed. Oxford: Clarendon Press. ISBN 0-19-516122-X.
- Metzger, Bruce M. (2006). Apostolic Letters of Faith, Hope, and Love: Galatians, 1 Peter, and 1 John. Eugene, OR: Cascade Books. ISBN 978-1-5975-2501-5.

### Lista de traduções
- Oxford Annotated Apocrypha: The Apocrypha of the Old Testament. [S.l.: s.n.] 1977.
- The New Oxford Annotated Bible with the Apocrypha, Revised Standard Version, Expanded Edition. [S.l.: s.n.] 1977.
- Oxford Annotated Apocrypha: Revised Standard Version. [S.l.: s.n.] 1977.
- New Revised Standard Version. [S.l.: s.n.] 1989.
- The NRSV Bible with the Apocrypha, Compact Edition. [S.l.: s.n.] 2003.

### Artigos e capítulos selecionados
- «The Meaning of Christ's Ascension». Christianity Today. 10 (17): 3–4. 27 de maio de 1966.
- Metzger, Bruce M. (1970). «Names for the Nameless in the New Testament: A Study in the Growth of Christian Tradition». In:  Granfield; Jungmann. Kyriakon: Festschrift Johannes Quasten. 1. Münster: Verlag Aschendorff. pp. 79–99.
- «Patristic Evidence and Textual Criticism of the New Testament». New Testament Studies. 18 (4): 379–400. 1972. doi:10.1017/S0028688500023705 - Discurso Presidencial, Studiorum Novi Testamenti Societas, proferido em 24 de agosto de 1971, em Noordwijkerhout, Holanda.
- «Literary forgeries and canonical pseudepigrapha». Journal of Biblical Literature. 91 (1): 3–24. 1972. JSTOR 3262916. doi:10.2307/3262916 - Discurso presidencial, Sociedade de Literatura Bíblica, proferido em 29 de outubro de 1971, em Atlanta, Geórgia.
- «How Well Do You Know the Apocrypha?». Guideposts. pp. 28–31.

### Entrevistas selecionadas e escritos sobre Bruce M. Metzger
- «A Scholar's Scholar». Theology Today. 39 (4): 418–20. Janeiro de 1983. doi:10.1177/004057368303900411.
- Strobel, Lee (1998). «the Second Interview: Bruce M. Metzger, PH.D.». The Case for Christ 2008 ed. Grand Rapids, MI: Zondervan. pp. 57–71. ISBN 978-0-310-29604-1.

### Festschriften
- Eldon Jay Epp; Fee, eds. (1981). New Testament Textual Criticism: Its Significance for Exegesis: Essays in Honour of Bruce M. Metzger. Oxford: Clarendon Press. ISBN 978-0-198-26175-9.
- Petzer; Hartin, eds. (1986). A South African Perspective on the New Testament, Essays by South African New Testament Scholars Presented to Bruce Manning Metzger during His Visit to South Africa in 1985. Leiden: Brill. ISBN 978-9-004-07720-1.
- Bart D. Ehrman; Holmes, eds. (1989). The Text of the New Testament in Contemporary Research: Essays on the Status Quaestionis. Grand Rapids, MI: Eerdmans. ISBN 978-0-802-84824-6.